# Gospa Hafsa
Gospa Hafsa (Hâfize; Devletlu İsmetlu Hafsa (Hâfize) Hatun Hazretleri, حفصہ خاتون) bila je supruga osmanskog sultana Bajazida I. Njezino ime znači „ona koja je napamet naučila Kuran“.
Bila je kći bega Fahreddina Ise.
Za Bajazida se udala 1390. Nisu imali djece.
Dala je sagraditi fontanu i džamiju.